# Skotniczka
Skotniczka (Scotocerca inquieta) – gatunek ptaka z rodziny wierzbówkowatych (Cettiidae). Jedyny przedstawiciel podrodziny skotniczek (Scotocercinae).

## Systematyka
Pozycja taksonomiczna S. inquieta jest przedmiotem badań. Jest umieszczana w rodzinie wierzbówek (Cettidae) lub chwastówek (Cisticolidae). Jednak najnowsze badania w oparciu o markery molekularne zasugerowały umieszczenie S. inquieta w monotypowej podrodzinie Scotocercinae, która jest blisko spokrewniona z wierzbówkami. Wyróżniono kilka podgatunków S. inquieta:
- Scotocerca inquieta theresae – Mauretania, południowo-zachodnie i środkowe Maroko.
- Scotocerca inquieta saharae – wschodnie Maroko do Libii.
- Scotocerca inquieta inquieta – północno-wschodnia Libia do północno-zachodniej Arabii.
- Scotocerca inquieta grisea – zachodnia Arabia Saudyjska, wschodni Jemen i Oman.
- Scotocerca inquieta buryi	– południowa Arabia Saudyjska i zachodni Jemen.
- Scotocerca inquieta montana – Iran, południowy Turkmenistan, południowy Tadżykistan i Afganistan.
- Scotocerca inquieta platyura – Kazachstan, Uzbekistan, północny Turkmenistan i południowo-zachodni Tadżykistan.
- Scotocerca inquieta striata – południowo-środkowy Irak, południowy Iran, południowy Afganistan i Pakistan.

## Status
IUCN uznaje skotniczkę za gatunek najmniejszej troski (LC – Least Concern) nieprzerwanie od 1988 roku. Liczebność populacji nie została oszacowana, ale ptak ten opisywany jest jako od rzadkiego po lokalnie pospolity. Trend liczebności populacji uznawany jest za spadkowy.